# Владоје (тепчија)
Владоје (умро после 1326.) је био српски племић са титулом великог тепчије.

## Биографија
Владоје је као велики тепчија служио српског краља Стефана Дечанског (1321-1331). У изворима се помиње 1326. године, али је изгледа титулу великог тепчије добио још током владавине краља Милутина (1282-1321). Тепчија је у српским средњовековним земљама био дворски и провинцијски функционер који се бринуо о одржавању владаревих земљишних поседа. На месту великог тепчије наследио је Хардомила који се у изворима спомиње само 1327. године као покојни, у спору око међа између властелинства Хиландара и Хардомилових синова. Владоје се спомиње у преговорима између Дечанског и Дубровчана који су завршени потписивањем споразума 25. марта 1326. године. Овом повељом је српски краљ потврдио Дубровчанима привилегије које су изгубили током његових ратова са Стефаном Владиславом, сином сремског краља Драгутина. Као сведоци се помињу војвода Младен, тепчија Владоје и челник Ђураш Илијић. Редослед титула на српском двору тада је био: ставилац, челник, казнац, тепчија и војвода. Владоје се помиње у роману "Цар Душан" Владана Ђорђевића из 1919. године.